# Rovníkové pásmo tišin
Rovníkové pásmo tišin, či rovníkové tišiny, je pásmo bezvětří či slabých proměnlivých větrů v některých úsecích vnitřní části intertropické zóny konvergence. V hovorové angličtině je nazýváno the doldrums, což je hovorový výraz pocházející z dob dávných mořeplavců vztahující se na ty části Atlantského a Tichého oceánu, které leží v intertropické zóně konvergence. Je to oblast nízkého tlaku okolo rovníku, ve které převládají mírné větry. Toto pásmo bylo známé pro své období klidu, kdy vítr zcela vymizel, vězníce plachetnice jako v pasti po období dnů nebo týdnů. Tento termín se objevuje v 18. století, kdy se plavba plachetnic napříč rovníkem stala více obvyklou. Protože tato zóna je místo setkávání severních a jižních pasátů, je také nazývána intertropickou zónou konvergence.

## Námořní využití
V námořnictví je rovníkové pásmo tišin způsobeno rozpínáním ovzduší v důsledku ohřevu povrchu v oblasti rovníku, což nutí vzduch stoupat a vanout dále vysoko v atmosféře směrem na sever a na jih, než začne klesat v koňských šířkách. Část ovzduší se vrací do rovníkového pásma tišin formou pasátů. Tento proces může vést k lehkému nebo proměnlivému větru, ale také k nepříznivému počasí v podobě náhlých prudkých větrů, bouřek i hurikánů. Rovníkové pásmo tišin je také známé pro klidné období, kdy vítr zcela zmizí.

## Hovorové použití
Rovníkové pásmo tišin "doldrums" je hovorově stav nečinnosti, mírné deprese, apatie nebo stagnace. Toto slovo je odvozeno od archaického termínu dold, což znamená „hloupý“, a -rum(s), přípony podstatného jména nacházející se v takových slovech jako tantrum, v překladu „batolecí vzdor“, „vztek“.

## V literatuře
Rovníkové pásmo tišin, čili "doldrums", je zejména popsáno:
- v Samuel Taylorově Coleridgeho básni The Rime of the Ancient Mariner (Píseň o starém námořníkovi, 1798),
- v Patrick O'Brianově románu Desolation Island (1978),
- a v knize Laury Hillenbrandové Unbroken: A World War II Story of Survival, Resilience, and Redemption (Neporušená: Příběh z období II. Světové války o přežití, nezlomnosti a vykoupení, 2010).

Navíc "doldrums" je fiktivní místo v Norton Justerově novele The Phantom Tollbooth (1961).